# Eremazus
Eremazus — род жесткокрылых семейства пластинчатоусых, подсемейства пескожилов.

## Описание
Надкрылья в беспорядочно рассеянных точках. Наружный края передних голеней с четырьмя-пятью зубцами.

## Виды
В составе рода:
- вид: Eremazus cribratus Semenov, 1893
- вид: Eremazus marmottani Fairmaire, 1870
- вид: Eremazus punctatus Harold, 1869
- вид: Eremazus sefrensis Clouet, 1897
- вид: Eremazus unistriatus Mulsant, 1851